# Doeke Eisma
Doeke Eisma (ur. 30 grudnia 1939 w Hadze, zm. 29 grudnia 2023 tamże) – holenderski polityk i socjolog, deputowany do Parlamentu Europejskiego, parlamentarzysta krajowy.

## Życiorys
Studiował socjologię na Uniwersytecie w Utrechcie. W 1968 wstąpił do Demokratów 66. Od 1970 do 1971 był radnym prowincji Geldria. Następnie do 1977 zasiadał w Eerste Kamer, wyższej izbie Stanów Generalnych, od 1974 jako przewodniczący frakcji swojego ugrupowania. W międzyczasie (od 1973 do 1974) pełnił funkcję członka Parlamentu Europejskiego. Później zatrudniony w administracji publicznej.
W latach 1981–1984 ponownie był posłem do Europarlamentu, następnie zaś wyższym urzędnikiem w ministerstwie opieki społecznej, zdrowia i kultury. Od 1986 do 1994 wykonywał mandat deputowanego do Tweede Kamer, po czym do 1999 ponownie sprawował mandat posła do Parlamentu Europejskiego. W latach 1999–2005 zajmował się w Brukseli działalnością lobbingową w zakresie m.in. ochrony środowiska, a w 2006 został CEO instytutu GLOBE Europe.
Kawaler Orderu Lwa Niderlandzkiego (1991).